# Ф'ястра
Ф'ястра (італ. Fiastra) — муніципалітет в Італії, у регіоні Марке,  провінція Мачерата.
Ф'ястра розташована на відстані близько 140 км на північний схід від Рима, 75 км на південний захід від Анкони, 39 км на південний захід від Мачерати.
Населення — 559 осіб (2014).

## Демографія
Населення за роками:

Станом на 1 січня 2023 року в муніципалітеті офіційно проживали 44 іноземці з 14 країн, серед них 16 громадян країн Євросоюзу та 6 громадян України.

## Сусідні муніципалітети
- Аккуаканіна
- Камерино
- Чессапаломбо
- Фйордімонте
- П'євебовільяна
- Сан-Джинезіо
- Сарнано